# L'Académie du massacre
Albums de Mononc' Serge et Anonymus
Musique barbare
L'Académie du massacre est un album du groupe montréalais Mononc' Serge et Anonymus. Le chanteur Mononc' Serge et le groupe metal Anonymus se sont réunis en 2003 pour enregistrer le disque. Il est suivi d'un second album intitulé Musique barbare sorti en novembre 2008.
Pour Mononc' Serge comme pour Anonymus, l'Académie du massacre est l'apogée de leur carrière respective avec plus de 15 000 albums vendus au Québec.

## Liste des morceaux
| 1.    | Ogunquit 2.0           | 4:12 |
| 2.    | Les patates            | 2:57 |
| 3.    | La chute du dollar     | 3:20 |
| 4.    | Le bad trip            | 2:58 |
| 5.    | Les portes de l'enfer  | 3:33 |
| 6.    | L'âge de bière         | 3:53 |
| 7.    | Mourir pour le Canada  | 3:56 |
| 8.    | L'être en tant qu'être | 3:33 |
| 9.    | Sébastien Benoît       | 2:50 |
| 10.   | Môman Dion             | 3:46 |
| 11.   | Le gala de l'Adisq     | 3:01 |
| 12.   | Godzilla 2003          | 4:27 |
| 13.   | 13 juin 2003           | 4:58 |
| 14.   | Marijuana              | 3:06 |
| 15.   | Les Machines (bonus)   | 3:46 |
| 54:16 |                        |      |